# Psyllaephagus eugenii
Psyllaephagus eugenii  (лат.) — вид мелких паразитических хальцидоидных наездников рода Psyllaephagus из семейства Encyrtidae. Европа: Черногория. Длина самок 1,2 мм. Окраска тела, в основном металлически блестящая, голубовато- или бронзовато-чёрная. Ноги частично жёлтые. Булава усиков 3-члениковая, почти чёрная. Предположительно паразиты листоблошек (Psylloidea). Вид был впервые описан в 2015 году российским гименоптерологом Владимиром Александровичем Тряпицыным. Видовое название дано в честь крупного российского энтомолога профессора Евгения Семеновича Сугоняева (1931—2014). Вид сходен с Psyllaephagus procerus (Mercet, 1921), обнаруженным в России (Воронежская область), Венгрии, Молдове, Италии и других странах и выведенном из листоблошек Psyllopsis sp.  (Psylloidea).